# Courtney Mathewson
Courtney Mathewson (ur. 14 września 1986) – amerykańska piłkarka wodna. Złota medalistka olimpijska z Londynu
Występuje w ataku. W reprezentacji debiutowała w 2009. Zawody w 2012 były jej pierwszymi igrzyskami olimpijskimi, Amerykanki triumfowały, w finale pokonując Hiszpanki. Z kadrą brała udział m.in. w mistrzostwach świata w 2011. W tym samym roku zwyciężyła w igrzyskach panamerykańskich, z 14 bramkami na koncie była najskuteczniejszą strzelczynią zespołu. Studiowała na UCLA.